# Saint-Sulpice-de-Pommeray
Saint-Sulpice-de-Pommeray är en kommun i departementet Loir-et-Cher i regionen Centre-Val de Loire i de centrala delarna av Frankrike. Kommunen ligger i kantonen Blois 5e Canton som tillhör arrondissementet Blois. År 2022 hade Saint-Sulpice-de-Pommeray 1 841 invånare.

## Befolkningsutveckling
Antalet invånare i kommunen Saint-Sulpice-de-Pommeray
| Referens: INSEE |